# گلینا پارک (تگزاس)
گلینا پارک، تگزاس (به انگلیسی: Galena Park, Texas) یک شهر در ایالات متحده آمریکا با جمعیت ۱۰٬۸۸۷ نفر است که در تگزاس واقع شده‌است.

## نگارخانه

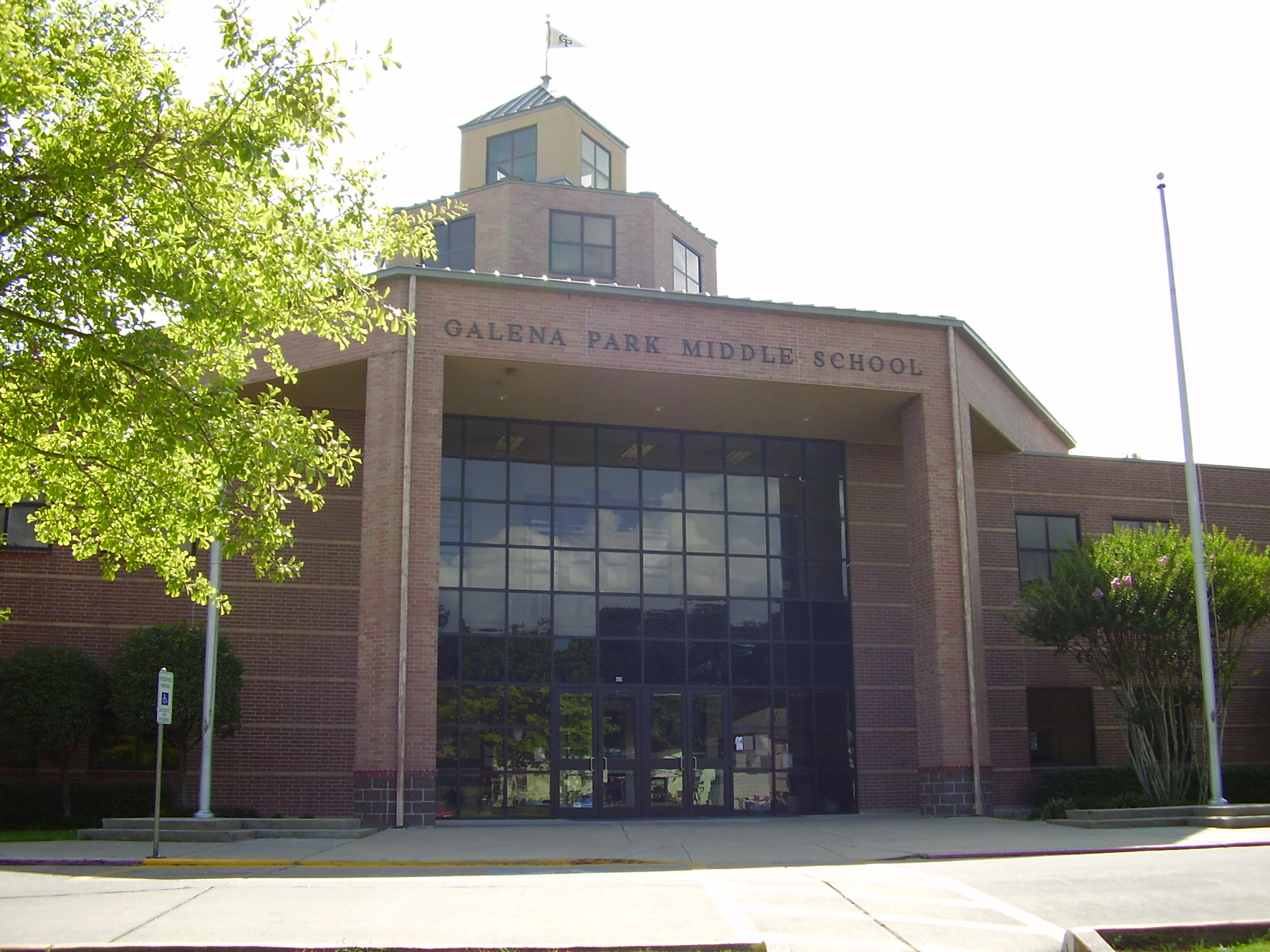
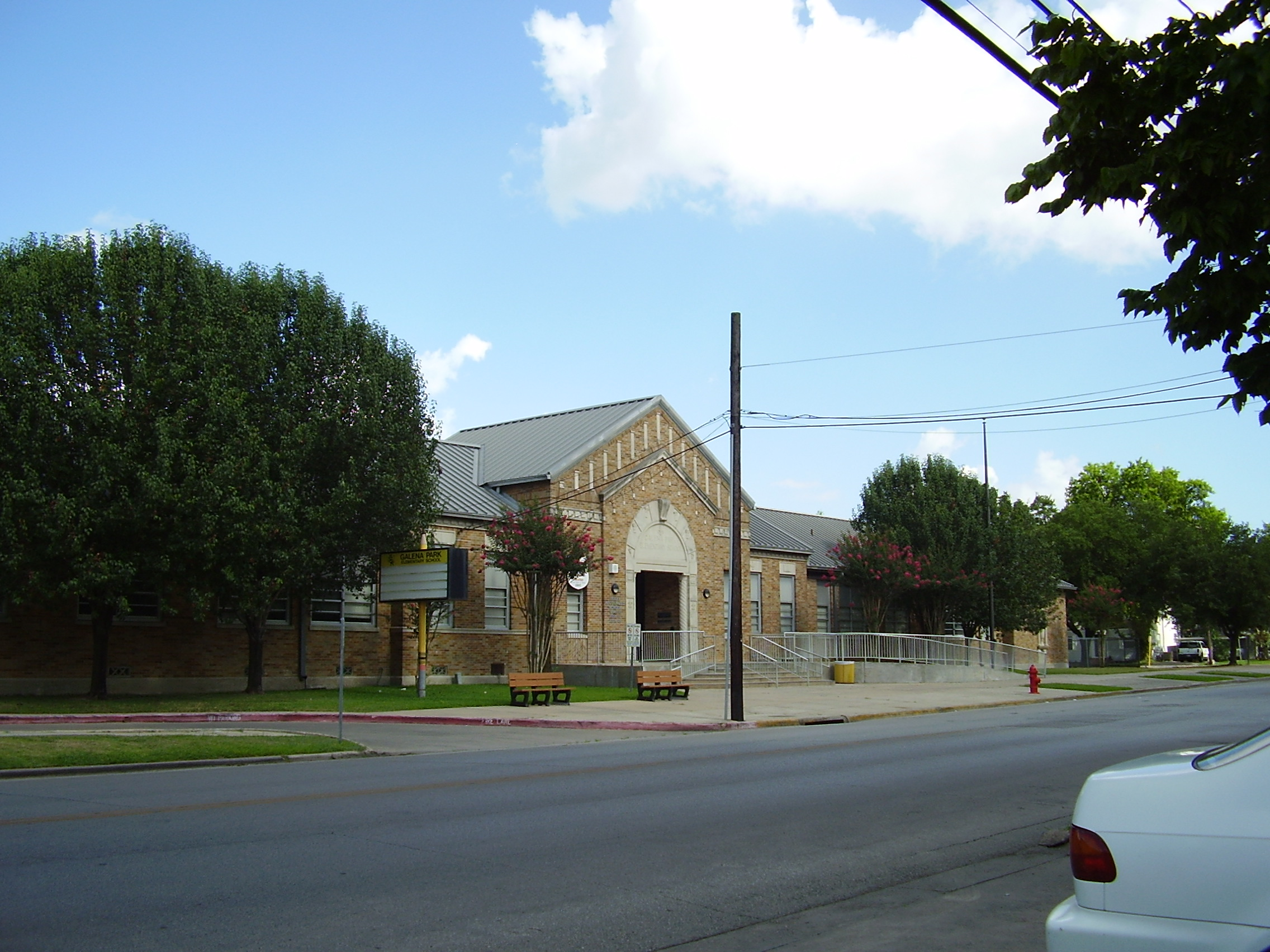
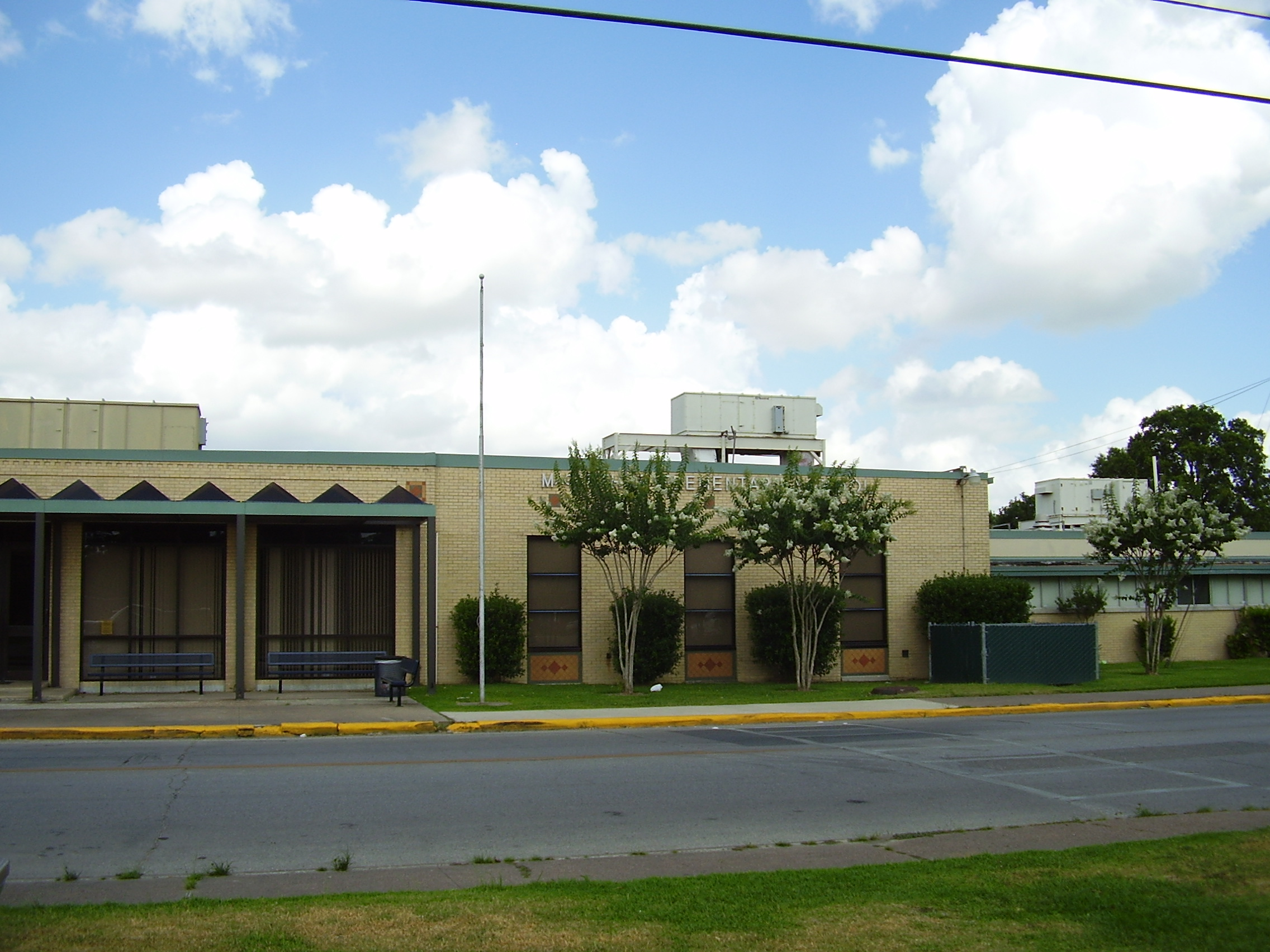
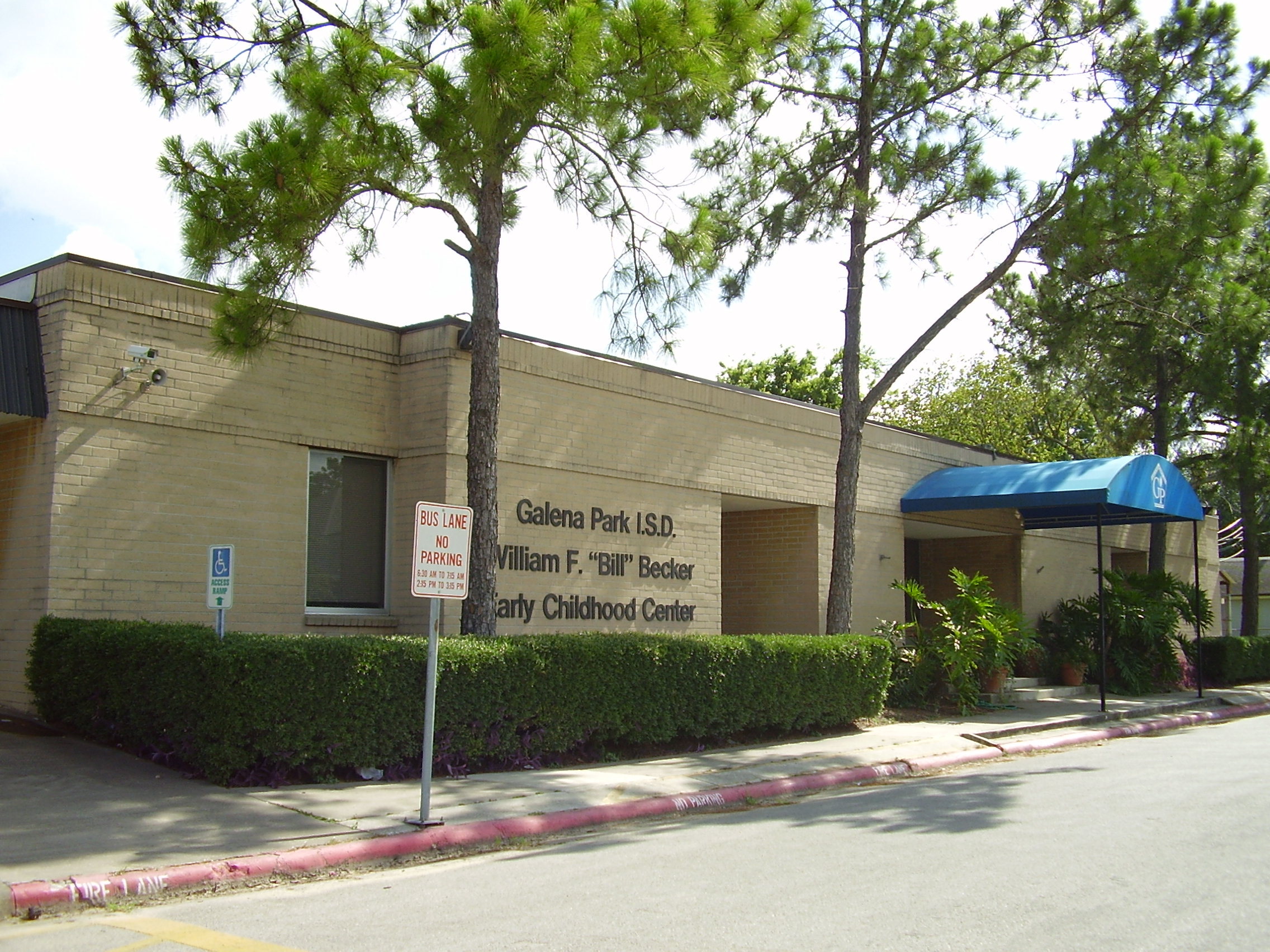